# Chevrolet Lova RV
La Chevrolet Lova RV est un monospace sous-compact basé sur la Chevrolet Sail. Le véhicule, lancé en 2016, est produit par SAIC GM, une coentreprise entre American General Motors et SAIC de Chine. Contrairement aux autres monospaces dans sa taille et sa gamme de prix, le Lova RV est vendu exclusivement en version 5 places.

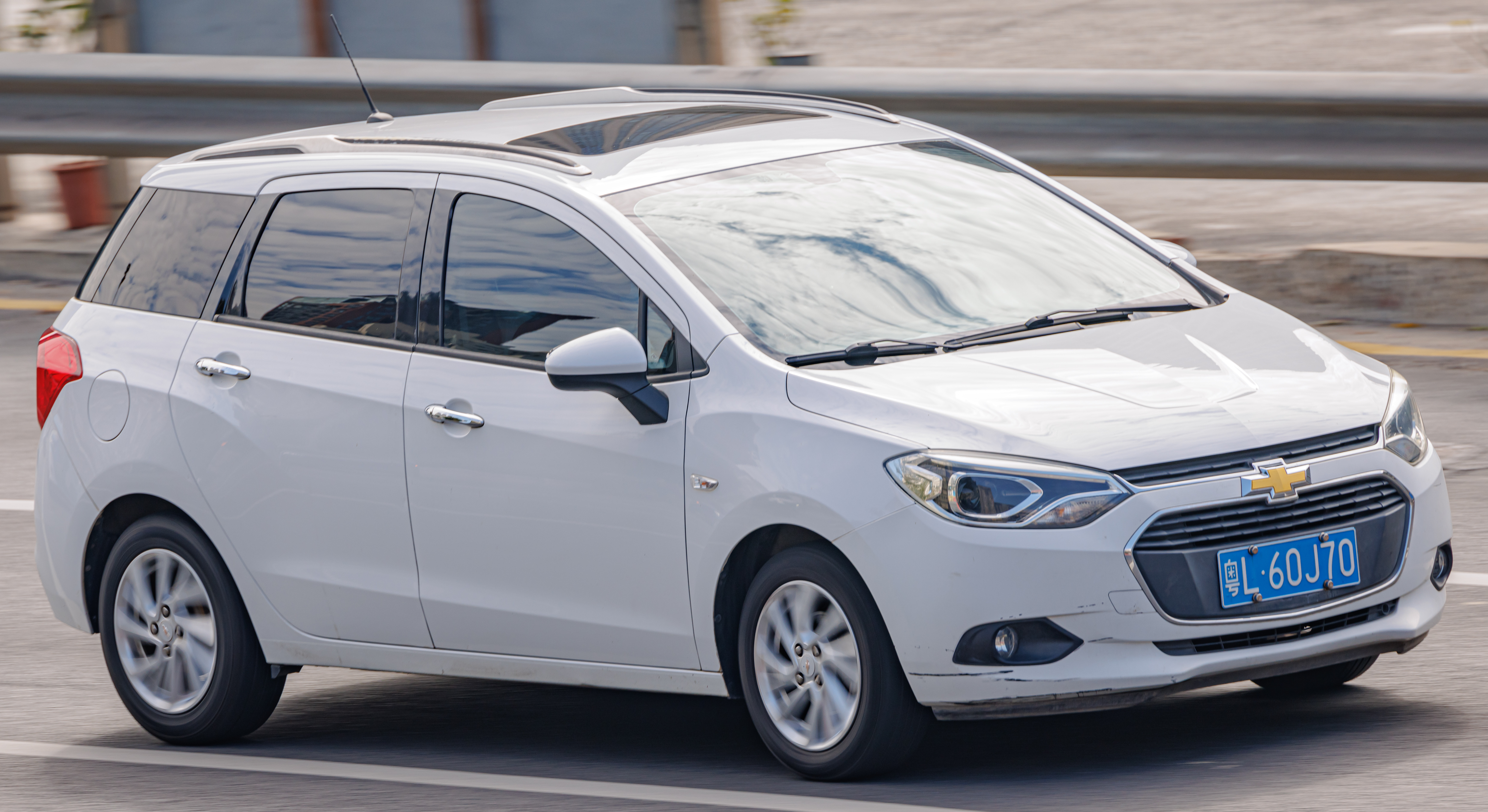

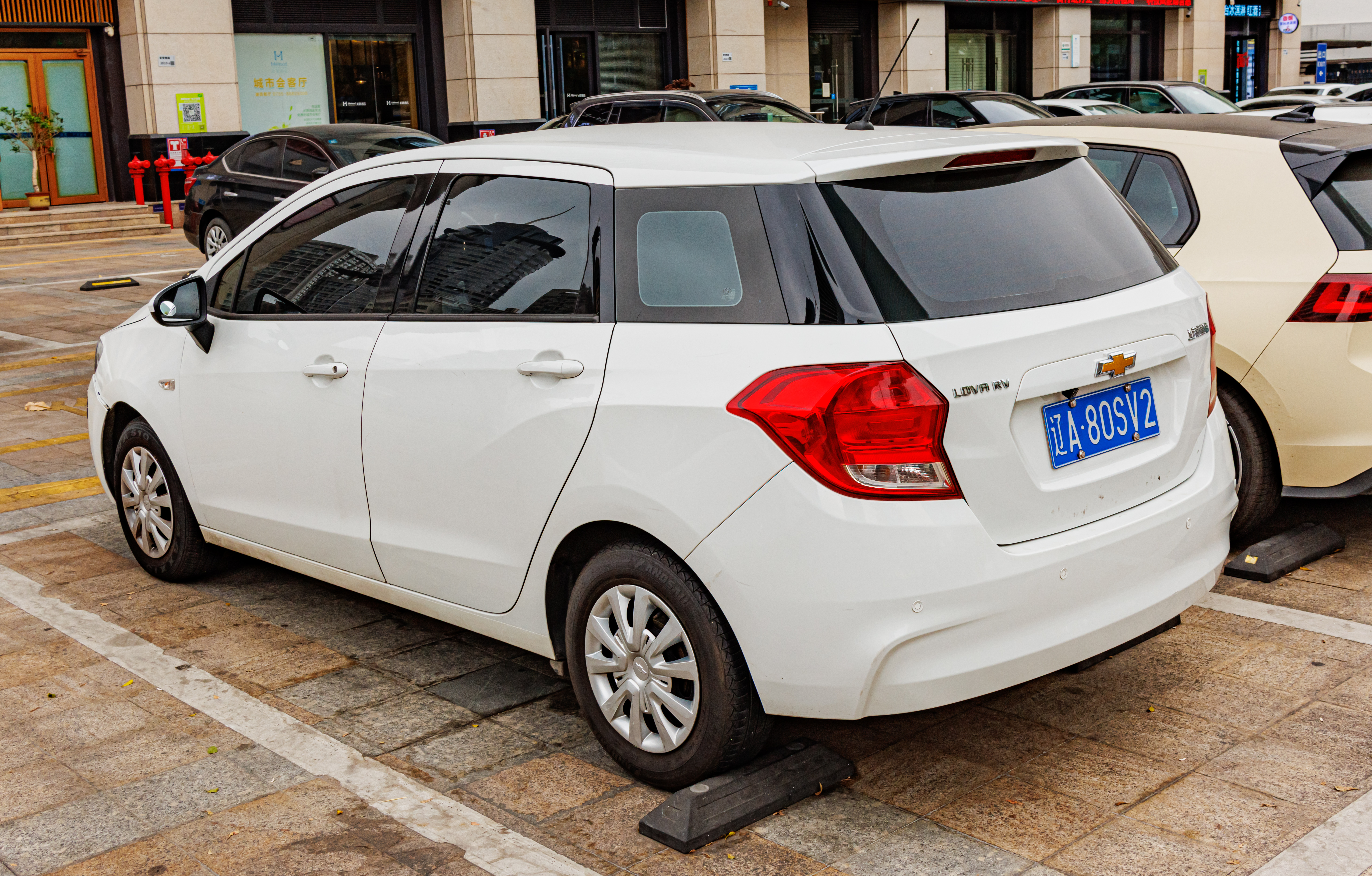

## Conception et commercialisation
Le Lova RV cible les familles et les couples chinois de la classe moyenne qui ne sont pas intéressés par un SUV sous-compact, et en tant que tel, il se situera au-dessus de la berline Sail et en dessous des SUV à vocation familiale (tels que le Captiva) en termes de prix. La plupart de ses concurrents comprendront des monospaces nationaux de taille similaire, comme le Changan Eulove.
La conception familiale du Lova RV combine un carénage conforme aux normes de conception actuelles de Chevrolet, des piliers minces pour une meilleure visibilité, des matériaux de milieu de gamme et des technologies GM à l'intérieur. Contrairement à de nombreux monospaces vendus en Chine, le Lova RV est généreusement équipé de fonctions de sécurité, avec deux coussins gonflables de série, même sur la finition de base (LS)

## Spécifications techniques et niveaux de finition
Le Lova RV est propulsé par un quatre cylindres en ligne de 1,5 litre, qui est montée transversalement et alimente les roues avant. Un choix de boîte manuelle à 5 vitesses ou de boîte automatique à 4 vitesses est proposé sur le LS, tandis que les versions LT et LTZ plus élevées bénéficient de série de la transmission automatique.

### Spécifications techniques
les deux versions du groupe motopropulseur satisfont à la norme d'émissions China-V.
Toutes les versions du Lova RV sont dotées d'une suspension avant MacPherson et d'une suspension arrière à barre de torsion dépendante, ainsi que de freins à disque avant et de freins à tambour arrière. Il s'agit d'un moyen courant pour réduire les coûts dans cette catégorie de véhicules. La consommation de carburant est indiquée à 5,6 litres au 100 km ou 42 miles par gallons.

### Niveaux de finition
Il existe 3 niveaux de finition disponibles pour le Lova RV: LS de base, LT milieu de gamme et LTZ haut de gamme.
L'équipement standard du LS comprend:
- phares avant à halogènes
- feux arrière à LED
- rétroviseurs électriques réglables
- volant réglable en plastique
- siège conducteur à 6 réglages manuels
- ordinateur de bord
- sièges en tissu (gris)
- siège arrière divisé en 40/60
- ABS, CBC, EBD, ESC, TCS
- 2 airbags frontaux
- verrouillage centralisé
- Climatisation
- radio à affichage numérique avec port Aux. et USB
- vitres électriques
- 4 haut-parleurs
- roues en acier de 14 pouces (175 / 70R14)

La finition LT ajoute:
- transmission automatique standard
- phares antibrouillard
- roues en alliage (15 ") (185 / 60R15)
- toit ouvrant
- volant multifonction
- Sièges en tissu + similicuir (noir)
- radar de recul

La finition LTZ ajoute:
- phares au xénon automatiques
- volant multifonction en cuir
- sièges en cuir (noir)
- TPMS
- 2 airbags latéraux (4 au total)
- caméra de recul
- 6 haut-parleurs
- Système d'infodivertissement Chevrolet MyLink de 7 pouces avec GPS